# Росбах-фор-дер-Геє
Росбах-фор-дер-Геє (нім. Rosbach vor der Höhe) — місто в Німеччині, знаходиться в землі Гессен. Підпорядковується адміністративному округу Дармштадт. Входить до складу району Веттерау.
Площа — 45,33 км2. Населення становить 12 863 ос. (станом на 31 грудня 2020).